# Wydział Medyczny Katolickiego Uniwersytetu Lubelskiego Jana Pawła II
Wydział Medyczny Katolickiego Uniwersytetu Lubelskiego Jana Pawła II – jeden z siedmiu wydziałów Katolickiego Uniwersytetu Lubelskiego Jana Pawła II. Powstał 1 października 2022 roku w wyniku przekształcenia Wydziału Nauk Ścisłych i Nauk o Zdrowiu.

## Kierunki kształcenia
Dostępne kierunki:
- Biotechnologia (studia I i II stopnia)
- Biotechnologia – studia w języku angielskim (studia I i II stopnia)
- Bioanalytical technologies - studia w języku angielskim (studia II stopnia)
- Dietetyka - studia I stopnia w Filii KUL w Stalowej Woli
- Pielęgniarstwo (studia I i II stopnia)
- Położnictwo (studia I stopnia)
- Kierunek Lekarski

## Władze Wydziału
W kadencji 2023/2027:
| Stanowisko | Imię i nazwisko                           |
| ---------- | ----------------------------------------- |
| Dziekan    | prof. dr hab. n. med. Ryszard Maciejewski |

## Struktura

### Instytut Nauk Biologicznych
Dyrektor: dr hab. Maciej Masłyk
- Katedra Biologii Molekularnej
- Katedra Fizjologii i Biotechnologii Roślin
- Katedra Fizjologii Zwierząt i Toksykologii
- Katedra Chemii
- Katedra Biomedycyny i Badań Środowiskowych[5]

### Instytut Nauk o Zdrowiu
Dyrektor: p.o. dr Kinga Kulczycka
- Centrum Symulacji Medycznej[7]

### Instytut Nauk Medycznych
Dyrektor: p.o. dr Katarzyna Czarnek
- Katedra Biologii i Biotechnologii Mikroorganizmów
- Katedra Podstawowych Nauk Medycznych[9]

### Centrum Badań Eksperymentalnych
Kierownik: dr Mirosław Łańcut